# Bóg Ojciec pierwszy raz poważnie zastanowił się nad istotą ziemi (nie świata)
Bóg Ojciec pierwszy raz poważnie zastanowił się nad istotą ziemi (nie świata) – rysunek ołówkiem na papierze formatu 21 na 33,3 cm, autorstwa Stanisława Ignacego Witkiewicza. Powstał 6 kwietnia 1931 roku, w okresie intensywnego eksperymentowania artysty z meskaliną, peyotlem i kokainą.
Rysunek przedstawia wyobrażenie Boga jako sędziwego starca z długą brodą i krzaczastymi brwiami, pochylającego się nad oddaloną, pomniejszoną kulą ziemską, na której widnieje Jezus Chrystus w chwili ukrzyżowania. Na kuli ziemskiej Witkacy rozrysował swoją podróż do Australii w 1914 roku. Za postacią Boga widoczna jest mniejsza postać z rogami i spiczastą, ciemną bródką, podpisana „Szatan”. Witkacy na rysunku umieścił jego tytuł: Bóg-Ojciec pierwszy raz zastanowił się poważnie nad istotą ziemi (nie świata), a także datę powstania.
O motywie przedstawionym na rysunku Witkiewicz napisał po raz pierwszy w wydanej cztery lata wcześniej powieści Nienasycenie:

gdzieś w bezmiernej oddali senny Bóg Ojciec z zamarłą w szronie Helium brodą i na małej ciepłej planetce krzyż, na którym rozpięty na darmo Syn Jego, z płomiennym rozdartym sercem, jedynym prawdziwym ogniem w lodowatej pustyni świata

Obecnie rysunek znajduje się w kolekcji prywatnej.